# Vår Frus kyrka
För andra betydelser, se Vårfrukyrkan.

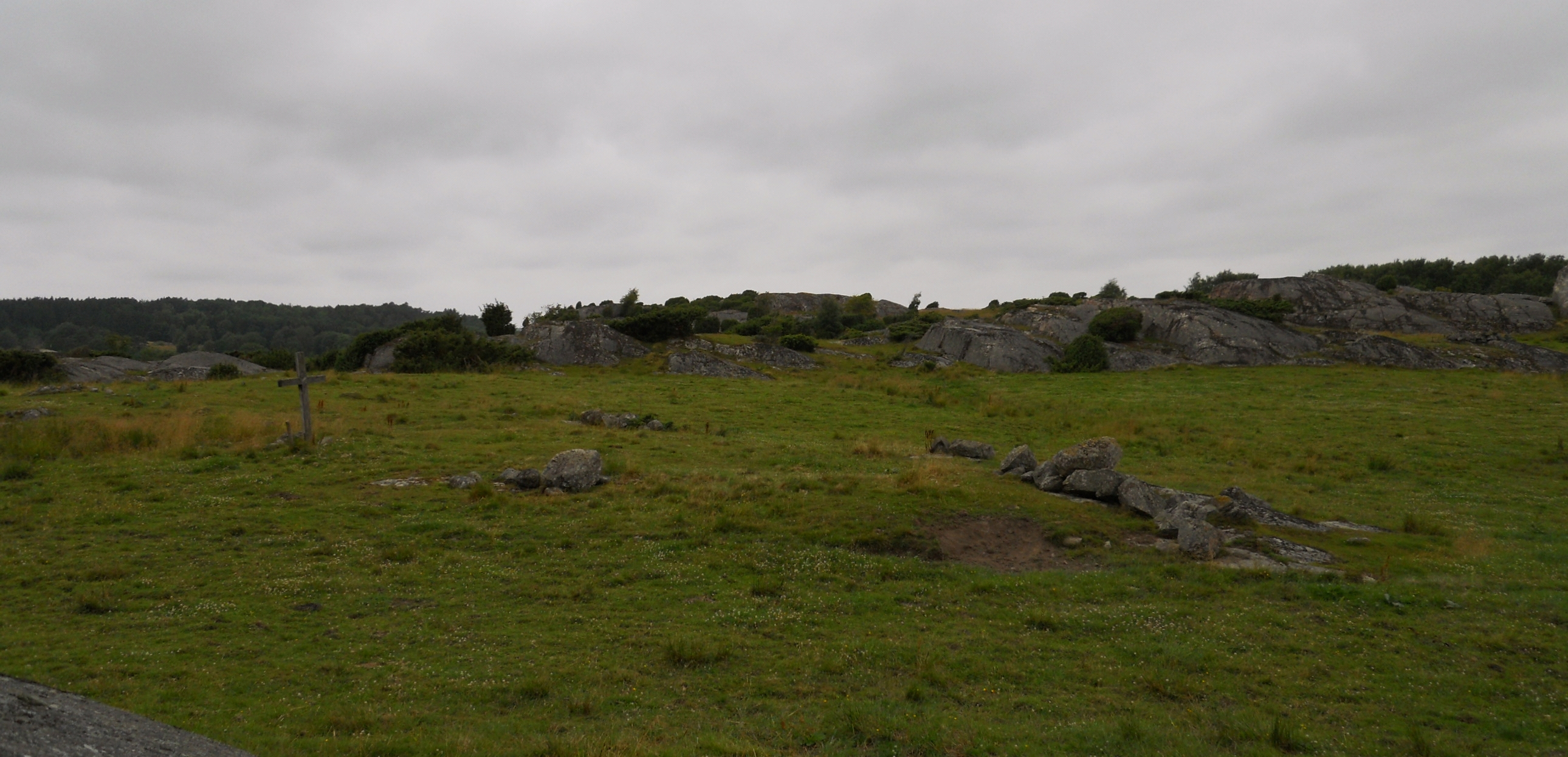
I den nuvarande beteshagen låg tidigare Vår Frus kyrka/Mariakapellet. Lämningarna av kyrkan är utmärkta med ett kors.

Vår Frus kyrka eller Mariakapellet är en tidigare kyrka på Tjörn.
Kyrkan uppfördes under 11-1200-talet och benämns i ett dokument från 1594 av biskopen i Oslo som Vor Frue kircke, vjd huilcken holdis ingen tienniste - Vår Frus kyrka, uti vilken ingen (guds)tjänst hålles. Kyrkan var med stor säkerhet en högendiskyrka, en stormans privata kyrka (gårdskyrka) eller kapell, byggd på hans egen mark.
Enligt Borgartingslagen eller Vikens Christenret var norska rikets kyrkor av tre slag:
- fylkeskyrkor (till antalet två i Ranrike och Älvsyssel: i Kungahälla och i Svarteborg),
- häradskyrkor (sannolikt en i varje härad) och
- högendiskyrkor.

Klostren i Kungahälla och Marstrand ägde under denna tid betydande egendomar på Tjörn och ordenspräster från klostren kan antas ha betjänat själavården där.
Av okänd anledning tycks kyrkan inte ha utnyttjats under senare 1300-talet och början av 1400-talet, troligen till följd av digerdöden som drabbade Tjörn år 1350.
På mark som vid denna tid tillhörde gården Heller, återinvigdes år 1430  gudstjänsthuset och kallades då capella beate Marie virginis, dvs den saliga Jungfru Marias kapell, alltså inte ecclesia, kyrka.
Sannolikt har Mariakapellet därefter en kortare tid varit i bruk samtidigt med församlingskyrkan i Stenkyrka. Trots att gudstjänsterna upphörde tycks dess inre även senare ha använts för begravningar.

## Utgrävning

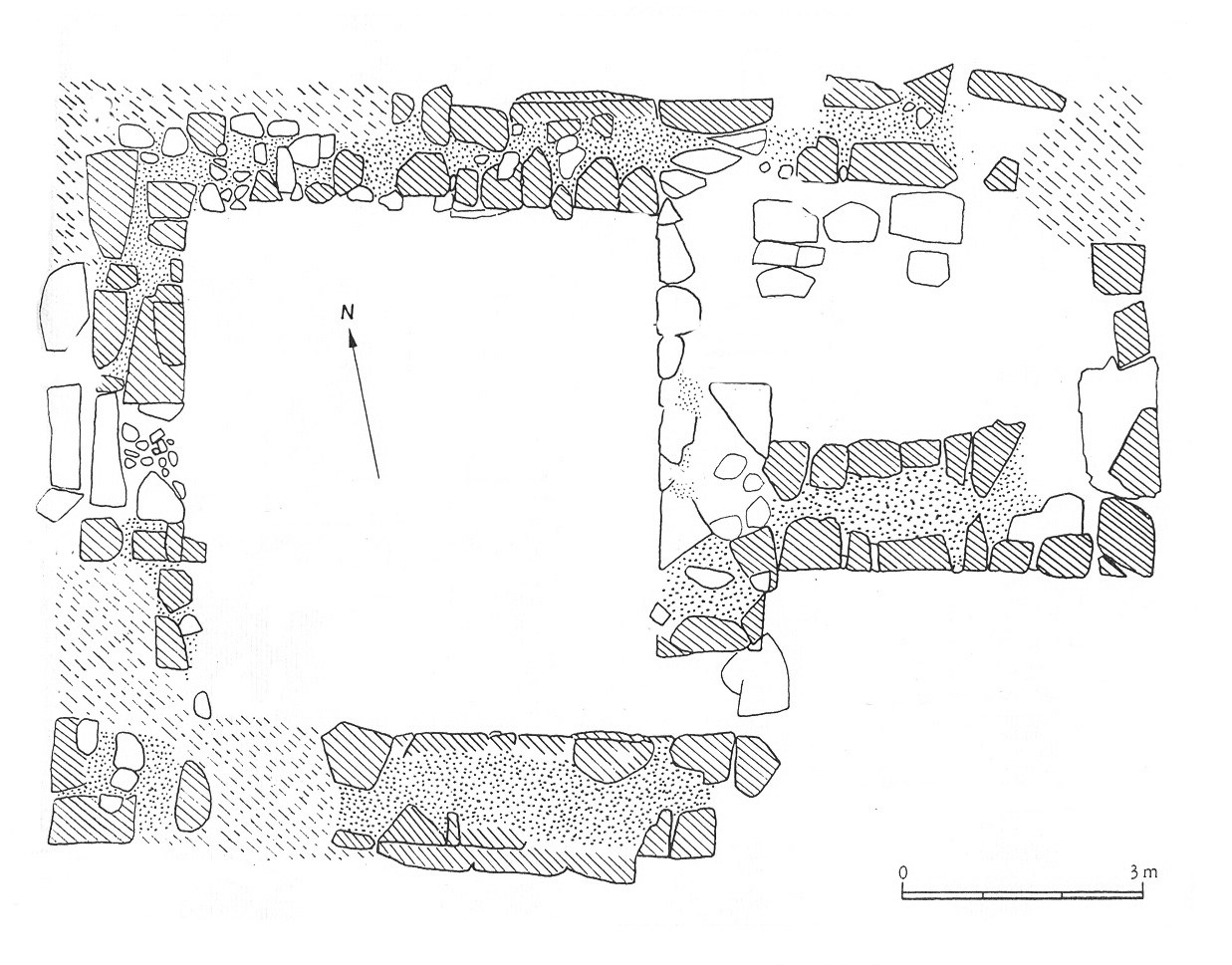
Skiss av kyrkoruinen

1954 gav Riksantikvarieämbetet efter ansökan från den nyblivne fil dr Johan Pettersson, som året innan i Lund hade disputerat på en avhandling i etnologi, tillstånd för honom att göra en arkeologisk undersökning av ruinen efter Vår Frus kyrka på Tjörn. Det skulle dock av olika skäl dröja tio år innan utgrävningen kunde göras.
Under tiden 5 – 30 maj 1964 utfördes utgrävningen varefter marken kring fyndplatsen återställdes. Området där den medeltida gårdskyrkan stod är numera betesmark men platsen är utmärkt med ett kors.
Från planritningen framträder följande data:
- långskeppets längd invändigt 6 m
- långskeppets bredd invändigt 6,5 m
- korets längd invändigt cirka 4,5 m och bredd invändigt cirka 3,2 m.

Långskeppet hade ursprungligen sannolikt en närmast kvadratisk grundplan och det saknade triumfbåge. Koret i öster var asymmetriskt placerat gentemot långskeppet.
Murarnas tjocklek var som mest 1,6 m. Långskepp och kor var sannolikt uppförda vid olika tidpunkter, långskeppet först. En anledning till detta antagande var att det förras välbyggda skalmurar skilde sig starkt från korets. En skalmur kännetecknas av att muren är dubbel. Utrymmet mellan de båda fylls med t.ex. jord, sand eller småsten i kalkbruk. Korets skalmurar var slarvigt uppförda. Fynd tydde på att byggnaden hade eldhärjats.